# Satu Mare (Harghita)
Satu Mare es una comuna ubicada en el distrito de Harghita, Rumania.

## Superficie
Cuenta con una superficie de 41,13 kilómetros cuadrados.

## Demografía
Hasta 2021 la población era de 1995 habitantes, con una densidad de población de 48,50 habitantes por kilómetro cuadrado.